# Kinderleicht Wissen Verlag
Die Kinderleicht Wissen Verlag GmbH & Co. KG ist ein Verlag mit Sitz in Regensburg und seit 2004 Herausgeber verschiedener Kinderbuchreihen rund um die Figur Benny Blu. 
Die bisher erschienenen Geschichten- und Sachbuchreihen des Verlages sind: Benny Blu Bambini, Benny Blu Lernbücher, Benny Blu Kinderleicht Wissen, Benny Blu Bücherbande sowie Benny Blu und die Geheimnisse Arkaniens.
Die Benny Blu Bambini-Reihe ist eine Reihe von Lese- und Vorlesebüchern im Miniformat für Kinder ab drei Jahren. Die anfänglich auf Wissenstitel („Bambini Wissen“) beschränkte Reihe wurde Anfang 2010 um Lese- und Geschichtenbücher erweitert („Bambini Lesen“.) 
Die Bücher erscheinen im Format 10,5 × 12 cm, besitzen einen Umfang von 24 Seiten und weisen einen hohen Bildanteil auf. 
Die Benny Blu Bambini-Reihe umfasst sowohl Geschichten- als auch Sachbücher und ist in einzelne Serien unterteilt. Dazu gehören unter anderem die „Mädchen“- und „Jungen“-Serie, die „Kinder dieser Welt“-Serie sowie die „Tier“- und „Märchen“-Serie. Derzeit sind 160 verschiedene Benny Blu Bambini-Titel auf dem Markt. 
Die Benny Blu Lernbücher sind eine Sachbuchreihe für Kinder ab fünf Jahren zu unterschiedlichen Themenbereichen. Sie beginnen mit einer kurzen Einführungsgeschichte rund um die Titelfigur Benny Blu, die den nachfolgenden Wissensteil einleitet. Mittlerweile sind bereits über 130 Titel in dieser Reihe erschienen.
Benny Blu Kinderleicht Wissen ist eine Sachbuchreihe für Kinder und Jugendliche ab acht Jahren, die Wissen auf höherem Niveau vermittelt. Auch hierbei werden – ebenso wie bei den Benny Blu-Lernbüchern – verschiedene Themen und Aspekte behandelt, die überwiegend Stoff des deutschen Lehrplans sind. Diese Buchreihe wurde 2011 aus dem Sortiment genommen.
Die Benny Blu Bücherbande ist eine Lesebuchreihe für Kinder ab acht Jahren. In acht Kurzgeschichten nähert sich jeder Band dem titelgebenden Thema aus verschiedenen Blickrichtungen. Bislang wurden sechs Titel veröffentlicht: „Abenteuergeschichten“, „Freundschaftsgeschichten“, „Schulgeschichten“, „Detektivgeschichten“, „Feriengeschichten“ und „Pferdegeschichten“. 
Benny Blu und die Geheimnisse Arkaniens ist der Titel einer mehrteiligen Fantasy-Reihe um Benny Blu und seine Freunde Finn und Lena. Der erste Band der Reihe, Die Bucht des Vergessens, erschien Anfang Mai 2010. Der zweite Band, Der Kelch des Königs, ist im Februar 2011 erschienen.